# Utskor
Utskor est une localité de l'île de Langøya du comté de Nordland, en Norvège.

## Géographie
Administrativement, Utskor fait partie de la kommune de Bø. Le village est situé du côté oriental de Malnesfjorden sur la partie occidentale de l'île de Langøya dans l'archipel de Vesterålen. Le village d'Eide se trouve à environ huit kilomètres au sud, au bout du fjord.